# Oksana Jrul
Oksana Jrul (nacida el 29 de marzo de 1995) es una nadadora paralímpica ucraniana que compite en las categorías S6, SM6 y SB7. 
Con un uso limitado de sus brazos, ha ganado medallas en los Campeonatos del Mundo de Para Natación, Juegos Paralímpicos y Campeonatos de Europa del IPC. Estableció un récord mundial en los Juegos Paralímpicos de 2012 y récords mundiales y europeos en los Juegos Paralímpicos de 2016, todo en el evento 50 m mariposa S6, y ha recibido tres veces honores nacionales en su país natal.

## Biografía
Jrul nació con artrogriposis, una afección músculo-esquelética congénita caracterizada por articulaciones y músculos subdesarrollados, lo que deriva en un uso limitado de sus brazos.
Comenzó a nadar a los nueve años después de que su madre la llevara a una piscina.

## Carrera
Debutó competitivamente en 2009 en el Campeonato de Europa en Reikiavik, Islandia.

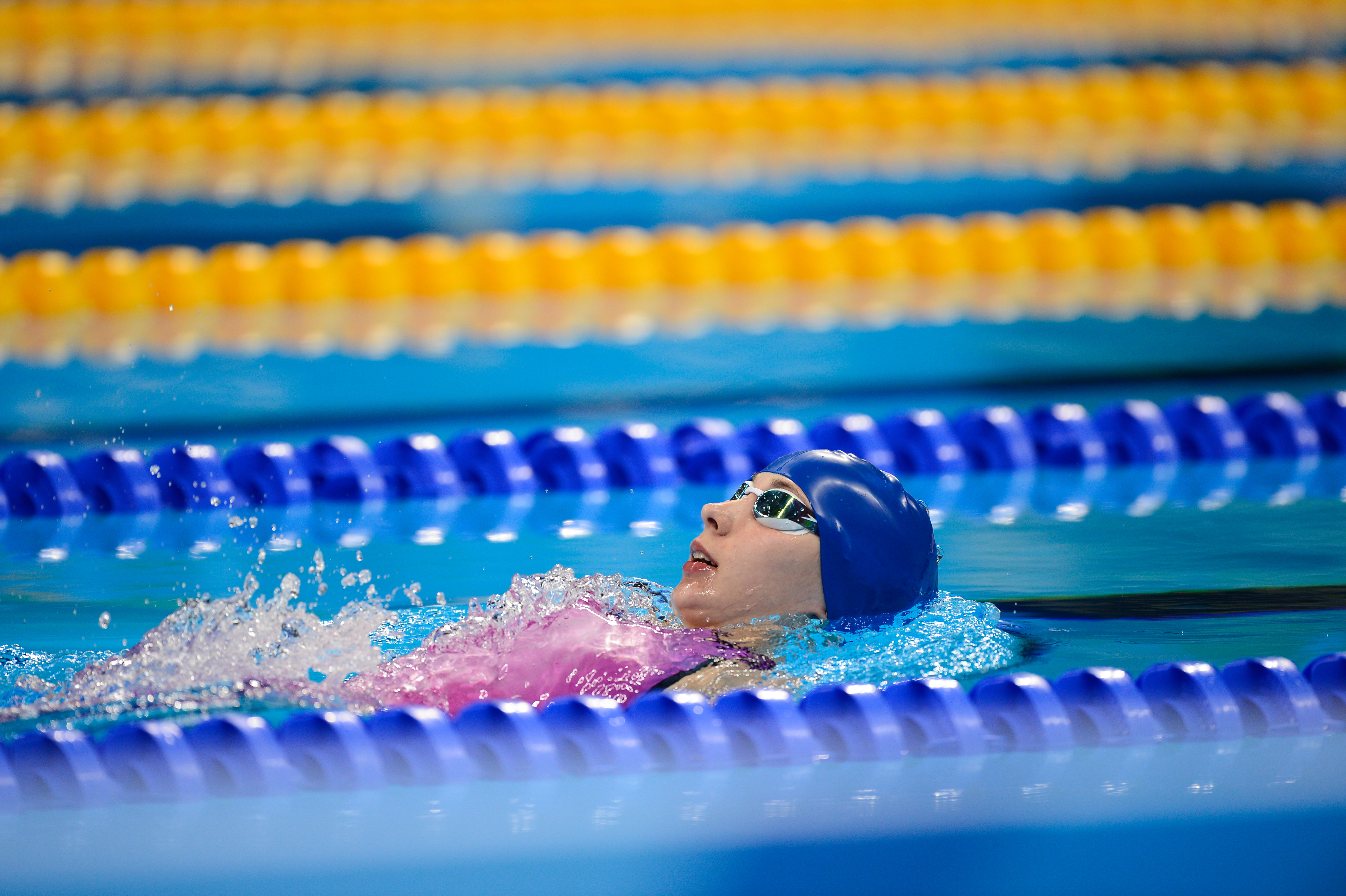
Oksana Jrul en su camino hacia la medalla de bronce de 100 m S6 en los Juegos Paralímpicos de 2016

En los Juegos Paralímpicos, continuó dominando el evento 50 m mariposa S6 al llevarse el oro en Londres 2012 con un nuevo récord mundial de 36,05 segundos, por delante de las nadadoras chinas Dong Lu y Fuying Jiang. En la final, Jrul batió su anterior récord mundial de 36,96 establecido en su serie en el mismo evento.
También se llevó la medalla de plata en la clasificación SB7 de los 100 metros pecho en 2012, detrás de la ganadora del oro Jessica Long de los EE. UU. y por delante de Lisa den Braber de Países Bajos.

#### Paralímpicos 2016
En los Juegos de Río de Janeiro 2016, se llevó la medalla de plata del evento S6 de 50 metros estilo mariposa, superada por 0,87 segundos por la británica Ellie Robinson en la posición de la medalla de oro con un nuevo récord en los Juegos Paralímpicos, y por delante de la australiana Tiffany Thomas Kane.
Obtuvo la medalla de bronce de la clasificación S6 de 100 metros espalda en los Juegos de Río, detrás de las nadadoras chinas Song Lingling y Lu Dong en las posiciones de oro y plata, respectivamente.

### Campeonato del Mundo de Natación IPC
En el Campeonato Mundial de Natación IPC 2010 en Eindhoven, ganó la medalla de oro en el evento individual de 50 m mariposa S6 y se llevó la presea de plata como parte del equipo de relevo femenino de Ucrania 4 x 50 m.
En el Campeonato de 2013 en Montreal, Canadá, defendió con éxito su título de 50 m mariposa S6, y en el Relevo 4 x 50 m su equipo superó su logro de 2010 para ganar la medalla de oro. También se llevó las medallas de bronce en los eventos de 100 m pecho SB7 y 200 m individual SM6.
En el campeonato 2015 celebrado en Glasgow, repitió la defensa de su título en los 50 m mariposa S6, y añadió la medalla de plata en los 100 metros Espalda S6 y bronce en los 100 m pecho SB7 ese año.

### Campeonato de Europa IPC
En el Campeonato Europeo de Natación IPC 2016 en Funchal, Portugal, volvió a ganar el oro en los 50 m mariposa S6, esta vez a un ritmo récord mundial. Terminó por delante de la británica Ellie Robinson en la posición de la medalla de plata, con la irlandesa Nicole Turner obteniendo el bronce.
En el Campeonato Europeo Mundial de Para Natación 2018 en Dublín, ganó el oro en los 100 metros pecho SB7 femeninos, con Vendula Duskova de la República Checa en la posición de medalla de plata y Megan Richter de Gran Bretaña obteniendo bronce.
Ganó bronce en estilo mariposa S6 femenino de 50 metros, detrás de Ellie Robinson de Gran Bretaña con el oro y Nicole Turner de Irlanda, que se llevó la plata.

### Registros
Khrul estableció por primera vez un nuevo récord mundial de 36,96 segundos en su grupo en los 50 m mariposa S6 en los Juegos Paralímpicos de Londres de 2012, y luego rompió ese récord nuevamente en la final con un tiempo de 36,05 segundos.
Al ganar el evento de 50 m estilo mariposa de la clasificación S6 en el Campeonato Europeo de Natación IPC 2016 en Funchal, estableció nuevos récords europeos y mundiales con un tiempo de 35,48 segundos.

## Premios nacionales
En 2012, recibió la Orden del Mérito de tercera clase por sus logros en los Juegos Paralímpicos de 2012 en Londres, y en 2016 recibió la Orden del Mérito de segunda clase por sus logros en los Juegos Paralímpicos de 2016 en Río de Janeiro, ambos por decreto del presidente Petro Poroshenko de Ucrania.